# Pot Head
Pot Head is een ep van de band Yawning Man. 

## Tracklist
| nr. | titel                        | duur |
| --- | ---------------------------- | ---- |
| 1   | Manolete                     | 6:47 |
| 2   | Digital Smoke Signal         | 7:09 |
| 3   | Encounters With An Angry God | 5:01 |
| 4   | Samba de Primavera           | 5:03 |

## Bandleden
- Alfredo Hernandez - drum
- Billy Cordell - basgitaar
- Gary Arce - gitaar

## Overige Informatie
Distributie door: Cobraside Distribution
Europese distributie door: Alone Records 
Uitgegeven/gepubliceerd door: El Gordovez Music (BMI) / Advanced Darkness Music (BMI) / Bastard Under the Sun Music (BMI)